# Prästlandet, Föglö
Prästlandet (på kartan: Kyrklandet) är en ö i Västersocken i Föglö kommun på Åland. Ön utgörs av två byar: Björsboda och Prästgården. Föglö kyrka ligger på Prästlandet. 
Vägen som förbinder Västersocken med resten av Föglö går via Prästlandet över Gollansbron och Kyrksundet till Degerö.

## Namnet
På kartorna kallas ön Kyrklandet, men i folkmun Prästlandet.
I äldre tider verkar namnen Prästlandet och Kyrklandet ha använts om varandra att döma av noteringar i de äldre kyrkböckerna för Föglö. Exempelvis anges prästen Paul Mansnerus vara bosatt på ”Prästlandet” när dottern Elisabet föddes den 17 september 1700, medan kyrkoherden Johan Stålbom bodde på ”Kyrckiolandet” när sonen Daniel föddes den 28 september 1711. I början av 1800-talet slutar namnet Kyrklandet att användas och Prästlandet blir den namnform som lever vidare. 
Av oklar anledning återuppstår Kyrklandet som kartnamn omkring 1930, utan att det påverkar vilken namnform som används i dagligt tal. Prästlandet lever vidare i folkmun.
Namnet Kyrklandet är en sammansättning med ordet land i betydelsen ’ö’ och syftar på att Föglö kyrka är byggd på ön. Motsvarande namn finns i Åbolands skärgård, exempelvis i Korpo. Namnet Prästlandet skulle kunna vara en sammandragning av ett äldre Prästgårdslandet, men mer troligt är att det betyder ’ön där prästen är bosatt’.